# A. Gardner Fox
A. Gardner Fox (* 22. November 1912 in Syracuse, New York; † 24. November 1992 in Harmony, Pennsylvania) war ein US-amerikanischer Physiker und Erfinder.
Fox wuchs in Montclair in New Jersey auf und studierte Elektrotechnik am Massachusetts Institute of Technology mit dem Master-Abschluss.
Fox war 41 Jahre lang bei den Bell Laboratories. In den 1930er-Jahren entwickelte er einen kompakten, leistungsfähigen Radiosender und -empfänger für die Kommunikation zwischen Flugzeug und Flughafen-Tower. Im Zweiten Weltkrieg war er an der Entwicklung von Radar in der Flugabwehr befasst (SCR 545) und entwickelte eine Mikrowellenschaltung, die es U-Booten erlaubte, ohne rotierendes Radar auszukommen. Nach dem Krieg entwickelte er das erste Mikrowellen-Kommunikationssystem für die Telefongesellschaft ATT, das in den USA landesweit Fernsprechverbindungen ermöglichte.
In der Quantenelektronik ist er für seine Untersuchung von Lasermoden mit Tingye Li bekannt.
1978 erhielt er den ersten IEEE Quantum Electronics Award für herausragende Beiträge zur Theorie und Anwendung von Ferrit, nicht-reziproker und parametrischer Elemente und Laserresonatormoden und Laserresonatoren.
Er hielt 52 Patente in der Mikrowellen- und Quantenelektronik.
Er war mit Ellen VanWinkle Fox verheiratet und hatte zwei Söhne und zwei Töchter.